# Tyle słońca w całym mieście (album)
Tyle słońca w całym mieście – debiutancki album Anny Jantar, wydany w 1974 roku. Zawierał jeden z najbardziej pamiętnych hitów na polskim rynku muzycznym – „Tyle słońca w całym mieście”. W 1976 roku doczekał się znaczącego odznaczenia – tytułu Złotej „Płyty”. Reedycja z 2001 zawiera dodatkowo 4 utwory pochodzące z EPki „Na skrzydłach dni” wydanej pierwotnie w 1972.

## Lista utworów
| 1.  | „Najtrudniejszy pierwszy krok” (W. Leliwa/J. Kukulski)                            | 3:00  |
|     |                                                                                   |       |
| 2.  | „Jaki jesteś jeszcze nie wiem” (A. Kuryło/W. Trzciński)                           | 3:21  |
|     |                                                                                   |       |
| 3.  | „Za nami barwy lata” (J. Kondratowicz/M. Zimiński)                                | 3:19  |
|     |                                                                                   |       |
| 4.  | „Chcę kochać” (A. Jastrzębiec-Kozłowski/J. Kondratowicz/J. Sławiński/J. Kukulski) | 2:32  |
|     |                                                                                   |       |
| 5.  | „Poszukaj swojej gwiazdy” (W. Scisłowski/M. Sart)                                 | 3:05  |
|     |                                                                                   |       |
| 6.  | „Tyle słońca w całym mieście” (J. Kondratowicz/J. Kukulski)                       | 3:05  |
|     |                                                                                   |       |
| 7.  | „Żeby szczęśliwym być” (A. Kudelski/J. Sławiński/J. Kukulski)                     | 2:54  |
|     |                                                                                   |       |
| 8.  | „Witaj mi” (A. Kuryło/J. Kukulski)                                                | 3:09  |
|     |                                                                                   |       |
| 9.  | „Kto wymyślił naszą miłość” (W. Leliwa/P. Figiel)                                 | 3:57  |
|     |                                                                                   |       |
| 10. | „Ja nie mogłam mieć serc dwóch” (W. Mann/P. Figiel)                               | 3:24  |
|     |                                                                                   |       |
| 11. | „Polubiłam pejzaż ten” (S. Halny/M. Zimiński)                                     | 3:16  |
|     |                                                                                   |       |
| 12. | „Nastanie dzień” (A. Kłodzki/W. Trzciński)                                        | 2:18  |
|     |                                                                                   |       |
|     |                                                                                   | 37:20 |
|     |                                                                                   |       |

### CD 2001 r. (utwory z EP „Na skrzydłach dni”)
nagrania bonusowe:
| 1. | „Kiedy dziś patrzę na topole” (R. Sadowski/J. Kukulski) | 3:45  |
|    |                                                         |       |
| 2. | „Ileś wart, ja wiem” (W. Czapliński/J. Kukulski)        | 1:56  |
|    |                                                         |       |
| 3. | „Na skrzydłach dni” (L. Konopiński/J. Kukulski)         | 2:40  |
|    |                                                         |       |
| 4. | „Zobaczyliśmy się nagle” (T. Chudy/A.Żalski)            | 3:00  |
|    |                                                         |       |
|    |                                                         | 11:21 |
|    |                                                         |       |

## Skład
- Anna Jantar – śpiew
- Zespół instrumentalny pod kier. Jarosława Kukulskiego
- P.N. – zespół wokalny
- Ryszard Poznakowski – reżyser nagrania
- Fryderyk Babiński – operator dźwięku
- Stanisław Żakowski – opracowanie graficzne